# Falsimargarita gemma
Falsimargarita gemma là một loài ốc biển, là động vật thân mềm chân bụng sống ở biển thuộc họ Calliostomatidae.